# Nicolas Heinrich
Nicolas Heinrich (Zwickau, 2 de diciembre de 2001) es un deportista alemán que compite en ciclismo en las modalidades de pista y ruta. Ganó una medalla de oro en el Campeonato Europeo de Ciclismo en Pista de 2022, en la prueba de persecución individual.

## Medallero internacional
| Campeonato Europeo | Campeonato Europeo | Campeonato Europeo | Campeonato Europeo     |
| Año                | Lugar              | Medalla            | Competición            |
| ------------------ | ------------------ | ------------------ | ---------------------- |
| 2022               | Múnich (Alemania)  | Medalla de oro     | Persecución individual |